# Rakke (commune)
Rakke (en estonien :  Rakke vald) est une ancienne municipalité rurale d'Estonie située dans le Comté de Viru-Ouest. Elle s'étendait sur 226 km2 et possédait 1 561 habitants en 2012. En 2017, elle a été absorbée par la commune de Väike-Maarja (commune).
Doté d'un riche patrimoine naturel, son ancien territoire est traversé par une importante chaîne de collines, la chaîne de Pandivere, abrite son point culminant, l'Emumägi, ainsi qu'une partie de la Réserve naturelle d'Endla.
Il est desservi par la route nationale 22 et par le chemin de fer, sur la ligne Tallinn-Tartu-Valga, avec une gare à Rakke.

## Municipalité
La municipalité comprenait un bourg et 30 villages :

### Bourg
Rakke

### Villages
Ao - Edru - Emumäe - Jäätma - Kaavere - Kadiküla - Kamariku - Kellamäe - Kitsemetsa - Koila - Koluvere - Kõpsta - Lahu - Lammasküla - Lasinurme - Liigvalla - Mõisamaa - Mäiste - Nõmmküla - Olju - Padaküla - Piibe - Räitsvere - Salla - Sootaguse - Suure-Rakke - Tammiku - Villakvere - Väike-Rakke - Väike-Tammiku